# Anarho-comunism
Anarho-comunismul (sau anarhismul comunist) este o teorie anarhistă care pledează pentru abolirea statului, a proprietății private și a capitalismului în favoarea deținerii la comun a mijloacelor de producție, a democrației directe și a asocierii voluntare, cu o producție și consum bazat pe principiul: de la fiecare conform abilităților sale, pentru toți conform nevoilor lor. Teoria s-a dezvoltat din curente socialiste radicale apărute după Revoluția franceză, dar a fost formulată în acest fel într-un paragraf la Prima Internațională din Italia.